# Ribnica, Brežice
Ribnica je naselje v Občini Brežice. V rimskih časih znana kot Romula.

## Prebivalstvo
Etnična sestava 1991:
- Slovenci: 135 (96,4 %)
- Hrvati: 4 (2,9 %)
- Srbi: 1